# Attilio Bignasca
Attilio Bignasca (Viganello, 1º novembre 1943 – Lugano, 29 marzo 2020) è stato un imprenditore e politico svizzero.

## Biografia
Nato a Viganello, oggi quartiere di Lugano, nel 1943 e fratello dell'imprenditore e politico Giuliano, diresse con lui un'impresa di costruzioni (la A+G Bignasca). Nel 1991 entrò nel partito fondato dal fratello, la Lega dei Ticinesi.
Nel 1991 fu eletto per la Lega al Gran Consiglio del Ticino, carica che mantenne per molti anni ricoprendo diversi incarichi (membro Commissione Gestione e finanze, Capo gruppo, vice presidente e presidente).
Nel 1993 entrò nel consiglio comunale di Agno per la Lega dei Ticinesi.
Dal 2003 al 2009 fu deputato al Consiglio nazionale.
Il 17 gennaio 2012 entrò nel consiglio di amministrazione dell'Ente Ospedaliero Cantonale con sede a Bellinzona, nominato dal Gran Consiglio del Canton Ticino.
Il 1º aprile dello stesso anno risultò eletto alle elezioni comunali comunali di Agno strappando un seggio al Partito Liberale Radicale e raccogliendo 567 voti.
Alla fine del 2012 si trasferì da Agno a Lugano per candidarsi con la Lega alle municipali assieme a Marco Borradoried è stato eletto in consiglio comunale, dove divenne capogruppo leghista in municipio e presidente della Commissione della gestione. Alla morte del fratello Giuliano, resta de facto leader principale della Lega dei Ticinesi.
Nell'ottobre 2016 un servizio de Le Iene scoprì che l'azienda di famiglia assumeva frontalieri nonostante la Lega dei Ticinesi avesse sempre fatto campagna elettorale contro i lavoratori stranieri.
A fine maggio 2017 decise di lasciare il coordinamento della Lega dei Ticinesi in seguito a uno scontro interno al partito e a luglio vendette la sua casa di Cassina d'Agno a un imprenditore italiano.
Bignasca è morto nella mattinata del 29 marzo 2020 a Lugano dopo una lunga malattia.